# 결합 이성질체
결합 이성질체는 배위 화합물에서 같은 분자 조성을 가지고 있으나, 금속 이온과 리간드의 결합이 다른 이성질체를 말한다.
결합 이성질체를 만드는 리간드는 다음과 같다:
- 티오시안산염, SCN-
- 셀레노시안산염, SeCN-
- 아질산염, NO2-
- 아황산염, SO32-

결합 이성질체의 대표적인 예로, 보라색의 [(NH3)5Co-SCN]2+와, 노란색의 [(NH3)5Co-NCS]2+가 있다.분자 내에서 중심 금속에 S가 결합한 것과 N이 결합것이 이성질 현상을 일으킨다. 복잡한 예로, DMSO(다이메틸 설폭사이드)가 리간드로 작용하는 다이클로로테트라키스(다이메틸 설폭사이드)루테늄(II)(Dichlorotetrakis(dimethyl sulfoxide)ruthenium(II))은 핵자기 공명 스펙트럼으로 분석해보았을 때, DMSO의 S와 O의 결합에 따라 결합 이성질체가 발생한다.
결합 이성질체는 그리스어 소문자인 κ를 이용한 표기법을 사용한다. 예를 들어 NO2-는 나이트로(nitro), 나이트로소(nitroso)라는 옛 이름 대신, nitrito-κ-N 및 nitrito-κ-O라는 표기법이 사용된다.

## 역사
결합 이성질체가 처음으로 보고 된 것은 [Co(NH3)5(NO2)]Cl2이다. 코발트 중심 금속 양이온의 배위 화합물은 두 개의 다른 결합 이성질체를 가진다. 노란색의 이성질체에서 나이트로(nitro) 리간드는 질소 원자를 통해 배위 결합한다. 붉은색의 이성질체에서 나이트로토(nitroto) 리간드는 산소 원자를 통해 배위 결합한다. 산소가 결합한 이성질체는 [CO(NH3)5(ONO)]2+로도 표현된다. 이러한 구조 이성질체의 존재는 1800년대에도 알려져있었지만, 그 구조적 차이는 1907년에 이르러서야 설명되었다. 이는 붉은색의 이성질체가 자외선을 받으면 노란색으로 변하는 것을 통해 설명되었다. 이 예시에서, 나이트로 이성질체(Co-NO2)는 나이트로토 이성질체(Co-ONO)의 분자 구조 재배열을 통해 형성된다. 따라서, 이성질체화 과정 동안 결합이 깨지지는 않는다.

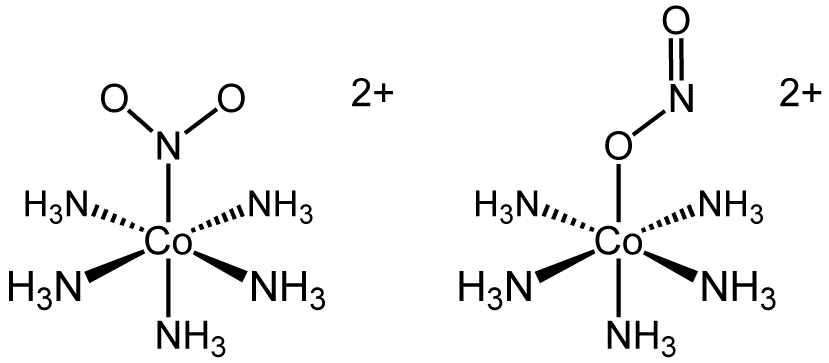
[Co(NH_{3})_{5}(NO_{2})]^{2+}의 두 이성질체 구조.